# Seth Jones
Pour les articles homonymes, voir Jones.
Jared Seth Jones (né le 3 octobre 1994 à Arlington dans l'État du Texas aux États-Unis) est un joueur professionnel américain de hockey sur glace. Il évolue au poste de défenseur pour les Panthers de la Floride dans la Ligue Nationale de Hockey (LNH). 

## Biographie
Jared Jones est le fils du basketteur Popeye Jones et son frère Caleb Jones est également joueur professionnel.

### Carrière en club
En 2012, il débute dans la Ligue de hockey de l'Ouest avec les Winterhawks de Portland. Il est choisi en quatrième position par les Predators de Nashville lors du repêchage d'entrée dans la LNH 2013 au New Jersey le 30 juin 2013. Le 3 octobre 2013, il joue son premier match avec les Predators dans la Ligue nationale de hockey face aux Blues de Saint-Louis.
Le 12 octobre 2013, il marque son premier but dans la LNH face au gardien de but Evegni Nabokov, des Islanders de New York.
Le 6 janvier 2016, il est échangé aux Blue Jackets de Columbus contre Ryan Johansen.
Le 23 juillet 2021, une transaction l'envoie aux Blackhawks de Chicago en plus du choix de 1er tour en 2021 du Lightning de Tampa Bay et d'un choix de 6e tour. En retour, les Blue Jackets reçoivent Adam Boqvist ainsi que les choix de 1er tour et 2e tour des Blackhawks en 2021 et d'un choix de 1er tour en 2022 ou 2023 de Chicago.
Avec cinq ans à faire à son contrat avec les Blackhawks, le défenseur de 30 ans exprime son souhait de gagner une coupe Stanley avant la fin de sa carrière. Le 1er mars 2025, à l'approche de la date limite des transactions de la LNH, il est échangé aux Panthers de la Floride avec un choix de 4e tour en 2026. En retour, les Blackhawks reçoivent le gardien Spencer Knight et un choix de 1er tour en 2026. Dans cette transaction, Chicago conserve 25 % de son salaire de 9,5 millions de dollars à régler chaque année pendant 5 ans.
Jones a accepté de lever sa clause de non-échange pour se joindre aux Panthers. Son contrat valide jusqu’à l’été 2030 et son immense salaire de 9,5 M$ pouvaient compliquer les choses en cas de transaction. Les Blackhawks conserveront d’ailleurs un montant de 2,5 M$ sur leur masse salariale pour les cinq prochaines années, selon le journaliste Frank Seravalli.

### Carrière en équipe nationale
Il représente les États-Unis. Il prend part aux sélections jeunes.

## Statistiques

### En club
| Saison     | Équipe                         | Ligue      |                   | Saison régulière  | Saison régulière  | Saison régulière  | Saison régulière  | Saison régulière |   | Séries éliminatoires | Séries éliminatoires | Séries éliminatoires | Séries éliminatoires | Séries éliminatoires |
| Saison     | Équipe                         | Ligue      | PJ                | B                 | A                 | Pts               | Pun               | PJ               | B | A                    | Pts                  | Pun                  |                      |                      |
| 2010-2011  | U.S. National Development Team | USHL       | 28                | 1                 | 13                | 14                | 20                | -                | - | -                    | -                    | -                    |                      |                      |
| 2011-2012  | U.S. National Development Team | USHL       | 20                | 4                 | 8                 | 12                | 6                 | -                | - | -                    | -                    | -                    |                      |                      |
| 2012-2013  | Winterhawks de Portland        | LHOu       | 61                | 14                | 42                | 56                | 33                | 21               | 5 | 10                   | 15                   | 4                    |                      |                      |
| 2013-2014  | Predators de Nashville         | LNH        | 77                | 6                 | 19                | 25                | 24                | -                | - | -                    | -                    | -                    |                      |                      |
| 2014-2015  | Predators de Nashville         | LNH        | 82                | 8                 | 19                | 27                | 20                | 6                | 0 | 4                    | 4                    | 6                    |                      |                      |
| 2015-2016  | Predators de Nashville         | LNH        | 40                | 1                 | 10                | 11                | 10                | -                | - | -                    | -                    | -                    |                      |                      |
| 2015-2016  | Blue Jackets de Columbus       | LNH        | 41                | 2                 | 18                | 20                | 12                | -                | - | -                    | -                    | -                    |                      |                      |
| 2016-2017  | Blue Jackets de Columbus       | LNH        | 75                | 12                | 30                | 42                | 24                | 5                | 0 | 2                    | 2                    | 0                    |                      |                      |
| 2017-2018  | Blue Jackets de Columbus       | LNH        | 78                | 16                | 41                | 57                | 30                | 6                | 1 | 4                    | 5                    | 4                    |                      |                      |
| 2018-2019  | Blue Jackets de Columbus       | LNH        | 75                | 9                 | 37                | 46                | 28                | 10               | 3 | 6                    | 9                    | 0                    |                      |                      |
| 2019-2020  | Blue Jackets de Columbus       | LNH        | 56                | 6                 | 24                | 30                | 20                | 10               | 1 | 3                    | 4                    | 4                    |                      |                      |
| 2020-2021  | Blue Jackets de Columbus       | LNH        | 56                | 5                 | 23                | 28                | 26                | -                | - | -                    | -                    | -                    |                      |                      |
| 2021-2022  | Blackhawks de Chicago          | LNH        | 78                | 5                 | 46                | 51                | 28                | -                | - | -                    | -                    | -                    |                      |                      |
| 2022-2023  | Blackhawks de Chicago          | LNH        | 72                | 12                | 25                | 37                | 30                | -                | - | -                    | -                    | -                    |                      |                      |
| 2023-2024  | Blackhawks de Chicago          | LNH        | 67                | 8                 | 23                | 31                | 34                | -                | - | -                    | -                    | -                    |                      |                      |
| 2024-2025  | Blackhawks de Chicago          | LNH        | 42                | 7                 | 20                | 27                | 18                | -                | - | -                    | -                    | -                    |                      |                      |
| 2024-2025  | Panthers de la Floride         | LNH        | Saison en cours ? | Saison en cours ? | Saison en cours ? | Saison en cours ? | Saison en cours ? | -                | - | -                    | -                    | -                    |                      |                      |
| Totaux LNH | Totaux LNH                     | Totaux LNH | 839               | 97                | 335               | 432               | 304               | 37               | 5 | 19                   | 24                   | 14                   |                      |                      |

### En équipe nationale
| Année | Compétition                  |    | PJ | B | A  | Pts | Pun | +/-                |  | Résultat |
| 2011  | Championnat du monde -18 ans | 6  | 0  | 3 | 3  | 0   | +3  | Médaille d'or      |  |          |
| 2012  | Championnat du monde -18 ans | 6  | 3  | 5 | 8  | 0   | +9  | Médaille d'or      |  |          |
| 2013  | Championnat du monde junior  | 7  | 1  | 6 | 7  | 4   | +8  | Médaille d'or      |  |          |
| 2014  | Championnat du monde         | 8  | 2  | 9 | 11 | 6   | +8  | 6e place           |  |          |
| 2015  | Championnat du monde         | 10 | 1  | 3 | 4  | 4   | +4  | Médaille de bronze |  |          |
| 2016  | Coupe du monde               | 3  | 0  | 0 | 0  | 2   | -3  | 5e place           |  |          |
| 2022  | Championnat du monde         | 10 | 1  | 4 | 5  | 0   | +1  | 4e place           |  |          |
| 2024  | Championnat du monde         | 8  | 0  | 5 | 5  | 0   | +6  | 5e place           |  |          |

## Trophées et honneurs personnels

### Ligue de hockey de l'Ouest
- 2012-2013 : 
  - remporte le trophée Jim-Piggott
  - nommé dans la première équipe d'étoiles de la conférence ouest

### Ligue canadienne de hockey
- 2013 : remporte le trophée du meilleur prospect

### Ligue nationale de hockey
- 2016-2017 : participe au 61e Match des étoiles (1)
- 2017-2018 : 
  - participe au 62e Match des étoiles (2)
  - sélectionné dans la seconde équipe d'étoiles
- 2018-2019 : participe au 63e Match des étoiles (3)
- 2019-2020 : participe au 64e Match des étoiles (4)
- 2022-2023 : participe au 67e Match des étoiles (5)